# Cagliari Calcio 1996-1997
Questa voce raccoglie le informazioni riguardanti il Cagliari Calcio nelle competizioni ufficiali della stagione 1996-1997

## Stagione
Nella stagione 1996-1997 il Cagliari è retrocesso in Serie B dopo sette campionati in Serie A, nonostante una coppia offensiva formata da Roberto Muzzi e da Sandro Tovalieri che in due hanno realizzato 22 reti, quest'ultimo ha realizzato 12 reti in 23 gare, essendo arrivato dal mercato novembrino, preso dalla Reggiana, dove aveva già fatto 4 centri. I rossoblù sardi hanno terminato il campionato al quindicesimo posto, con gli stessi punti (37) del Piacenza e del Perugia, due di queste devono retrocedere con Reggiana e Verona, il Perugia scende per la peggior classifica avulsa delle tre contendenti. Le altre due spareggiano, la sfortunata stagione del Cagliari, culmina nella decisiva sconfitta (3-1) patita nello spareggio di Napoli contro il Piacenza che mantiene la categoria, mentre il Cagliari scende in Serie B. La stagione dei sardi inizia con la coppia formata da Gregorio Perez e Roberto Clagluna come allenatori, a seguito di una partenza tribolata, dopo solo sei giornate, il presidente Massimo Cellino decide di cambiare, affidando a Carlo Mazzone la squadra rossoblù.
Nella Coppa Italia la squadra sarda è entrata in scena nel secondo turno eliminando il Chievo, poi nel terzo turno viene estromessa dall'Inter, avendo pareggiato (2-2) la gara unica, il regolamento di questa stagione, prevede la ripetizione dell'incontro e non i tempi supplementari, che premia l'Inter (2-1).

## Divise e sponsor
Lo sponsor tecnico della stagione fu Reebok, mentre lo sponsor ufficiale fu Pecorino Sardo.
La prima divisa, è un classico completo rossoblù a quarti. La seconda divisa si presenta altrettanto semplice, bianca con maniche con due ampie bande, una rossa e una blu; stesso motivo si ritrova nelle maniche della terza divisa, questa in variante turchese.
| Casa | Trasferta | Terza divisa |

## Rosa

L'allenatore Carlo Mazzone, subentrato in ottobre e alla sua seconda esperienza sulla panchina rossoblù, si vede sfuggire la salvezza solo allo spareggio.

| N. |                      | Ruolo | Calciatore                  |
| -- | -------------------- | ----- | --------------------------- |
| 1  | Svizzera (bandiera)  | P     | Marco Pascolo               |
| 2  | Italia (bandiera)    | D     | Giuseppe Pancaro            |
| 3  | Italia (bandiera)    | D     | Stefano Bettarini           |
| 4  | Italia (bandiera)    | D     | Matteo Villa                |
| 5  | Svizzera (bandiera)  | D     | Ramon Vega                  |
| 6  | Danimarca (bandiera) | C     | Christian Lønstrup          |
| 7  | Sudafrica (bandiera) | C     | Eric Tinkler                |
| 8  | Italia (bandiera)    | C     | Pierpaolo Bisoli (capitano) |
| 9  | Uruguay (bandiera)   | A     | Darío Silva                 |
| 10 | Uruguay (bandiera)   | C     | Fabián O'Neill              |
| 11 | Italia (bandiera)    | A     | Roberto Muzzi               |
| 12 | Italia (bandiera)    | P     | Beniamino Abate             |
| 13 | Italia (bandiera)    | D     | Gianbattista Scugugia       |
| 14 | Italia (bandiera)    | A     | Alan Carlet                 |
| 15 | Italia (bandiera)    | C     | Francesco Cozza             |
| 16 | Italia (bandiera)    | D     | Gianluca Grassadonia        |

| N. |                    | Ruolo | Calciatore          |
| -- | ------------------ | ----- | ------------------- |
| 18 | Italia (bandiera)  | A     | Giacomo Banchelli   |
| 19 | Italia (bandiera)  | C     | Mauro Bressan       |
| 20 | Italia (bandiera)  | C     | Marco Sanna         |
| 22 | Italia (bandiera)  | P     | Paolo Marin         |
| 23 | Italia (bandiera)  | D     | Mirko Tocchi        |
| 24 | Uruguay (bandiera) | A     | Luis Alberto Romero |
| 26 | Italia (bandiera)  | C     | Daniele Berretta    |
| 27 | Italia (bandiera)  | D     | Lorenzo Minotti     |
| 28 | Italia (bandiera)  | A     | Sandro Tovalieri    |
| 29 | Italia (bandiera)  | C     | Davide Carrus       |
| 30 | Italia (bandiera)  | C     | Alessandro Arricca  |
| 31 | Italia (bandiera)  | D     | Marco Lantieri      |
| 33 | Italia (bandiera)  | D     | Mirko Taccola       |
| 34 | Italia (bandiera)  | P     | Giorgio Sterchele   |
|    | Italia (bandiera)  | C     | Enzo Maresca        |

## Risultati

### Serie A

#### Girone di andata
| Arbitro: | Lana (Torino) |

|                      |           |  |
| Pancaro 3’ Muzzi 86’ | Marcatori |  |

| Arbitro: | Borriello (Mantova) |

|                          |           |           |
| Boksic 9’ C. Ferrara 58’ | Marcatori | 62’ Villa |

| Arbitro: | Bazzoli (Merano) |

|                |           |                       |
| Bia 19’ (aut.) | Marcatori | 9’ Poggi 23’ Bierhoff |

| Arbitro: | Stafoggia (Pesaro) |

|                              |           |                          |
| Villa 32’ (aut.) Binotto 48’ | Marcatori | 6’ Dario Silva 34’ Cozza |

| Arbitro: | Collina (Viareggio) |

|  |           |           |
|  | Marcatori | 5’ Chiesa |

| Arbitro: | Bolognino (Milano) |

|                        |           |               |
| Nedved 22’ Signori 49’ | Marcatori | 77’ Banchelli |

| Arbitro: | Borriello (Mantova) |

|                       |           |  |
| Otero 35’ Murgita 62’ | Marcatori |  |

| Arbitro: | De Santis (Tivoli) |

|                         |           |           |
| Cozza 45’ Banchelli 57’ | Marcatori | 90’ Pizzi |

| Arbitro: | Nicchi (Arezzo) |

|                                     |           |               |
| Di Biagio 32’ Balbo 58’ (rig.), 80’ | Marcatori | 71’ Banchelli |

| Arbitro: | Cesari (Genova) |

|           |           |             |
| Muzzi 57’ | Marcatori | 90’ Pecchia |

| Arbitro: | Bettin (Padova) |

|                              |           |                           |
| Ganz 8’ Djorkaeff 90’ (rig.) | Marcatori | 44’ Muzzi 49’ Dario Silva |

| Arbitro: | Rodomonti (Teramo) |

|                    |           |                    |
| Pancaro 10’ (rig.) | Marcatori | 49’ (aut.) Pancaro |

| Arbitro: | Tombolini (Ancona) |

|                              |           |                                  |
| Muzzi 19’ Pancaro 23’ (rig.) | Marcatori | 12’ Kolyvanov 33’ (aut.) Pascolo |

| Arbitro: | Lana (Torino) |

|                               |           |  |
| Villa 65’ (aut.) Robbiati 82’ | Marcatori |  |

| Arbitro: | Braschi (Prato) |

|              |           |  |
| Lønstrup 79’ | Marcatori |  |

| Arbitro: | Boggi (Salerno) |

|                                               |           |               |
| Karembeu 27’ Carparelli 48’ Montella 66’, 90’ | Marcatori | 42’ Tovalieri |

| Arbitro: | Ceccarini (Livorno) |

|               |           |             |
| Tovalieri 44’ | Marcatori | 65’ Dugarry |

#### Girone di ritorno
| Arbitro: | Cesari (Genova) |

|                                                     |           |             |
| D. Morfeo 30’, 75’ (rig.) Foglio 52’ F. Inzaghi 82’ | Marcatori | 72’ Minotti |

| Cagliari 2 febbraio 1997 19ª giornata | Cagliari        | 0 – 0 referto | Juventus | Stadio Sant'Elia\| Arbitro: \| Boggi (Salerno) \| |
| Arbitro:                              | Boggi (Salerno) |               |          |                                                   |

| Arbitro: | Pellegrino (Barcellona Pozzo di Gotto) |

|              |           |  |
| Bierhoff 76’ | Marcatori |  |

| Arbitro: | Pairetto (Nichelino) |

|                                            |           |                                  |
| Minotti 25’ Muzzi 75’ Tovalieri 83’ (rig.) | Marcatori | 22’ (aut.) Berretta 86’ De Vitis |

| Arbitro: | Bettin (Padova) |

|                            |           |                    |
| Thuram 16’ Crespo 45’, 50’ | Marcatori | 73’, 89’ Tovalieri |

| Cagliari 9 marzo 1997 23ª giornata | Cagliari             | 0 – 0 referto | Lazio | Stadio Sant'Elia\| Arbitro: \| Farina (Novi Ligure) \| |
| Arbitro:                           | Farina (Novi Ligure) |               |       |                                                        |

| Arbitro: | Treossi (Forlì) |

|                         |           |          |
| Muzzi 36’ Tovalieri 49’ | Marcatori | 1’ Lopez |

| Arbitro: | Collina (Viareggio) |

|                         |           |                         |
| Negri 3’ Kreek 33’, 77’ | Marcatori | 10’ Tovalieri 18’ Muzzi |

| Arbitro: | Bazzoli (Merano) |

|                              |           |                |
| Tovalieri 6’ Dario Silva 45’ | Marcatori | 24’ A. Carboni |

| Arbitro: | Rodomonti (Teramo) |

|                        |           |               |
| M. Esposito 76’ (rig.) | Marcatori | 83’ Tovalieri |

| Arbitro: | Pellegrino (Barcellona Pozzo di Gotto) |

|               |           |                       |
| Tovalieri 80’ | Marcatori | 42’ Zamorano 50’ Ince |

| Arbitro: | Bolognino (Milano) |

|  |           |                                     |
|  | Marcatori | 10’ Muzzi 13’ Tovalieri 35’ O'Neill |

| Arbitro: | Tombolini (Ancona) |

|                                        |           |  |
| Scapolo 28’ Fontolan 59’ Andersson 88’ | Marcatori |  |

| Arbitro: | Messina (Bergamo) |

|                                             |           |              |
| Muzzi 14’ Dario Silva 35’ Lønstrup 37’, 45’ | Marcatori | 34’ Oliveira |

| Arbitro: | Ceccarini (Livorno) |

|          |           |               |
| Luiso 7’ | Marcatori | 44’ Tovalieri |

| Arbitro: | Pairetto (Nichelino) |

|                                          |           |                                                                 |
| O'Neill 13’ Cozza 66’ Pancaro 79’ (rig.) | Marcatori | 11’ R. Mancini 45’ (aut.) Minotti 73’ Montella 89’ (aut.) Villa |

| Arbitro: | Cesari (Genova) |

|  |           |           |
|  | Marcatori | 10’ Muzzi |

#### Spareggio
| Arbitro: | Braschi (Prato) |

|                                     |           |               |
| Luiso 7’, 90+1’ Berretta 40’ (aut.) | Marcatori | 65’ Tovalieri |

### Coppa Italia

#### Fase ad eliminazione diretta
| Arbitro: | Farina (Novi Ligure) |

|                    |           |                               |
| Fiore 6’ Melis 85’ | Marcatori | 5’, 71’ Cozza 63’ Dario Silva |

| Arbitro: | Boggi (Salerno) |

|                                    |           |                       |
| Pancaro 84’ (rig.) Dario Silva 88’ | Marcatori | 57’ Ince 68’ Zamorano |

| Arbitro: | Farina (Novi Ligure) |

|                          |           |                    |
| Paganin 35’ Zamorano 43’ | Marcatori | 80’ (aut.) Angloma |